# 吉申根杰
吉申根杰（Kishanganj），是印度比哈尔邦吉申根杰县的一个城镇。总人口85494（2001年）。

## 人口
该地2001年总人口85494人，其中男性46164人，女性39330人；0—6岁人口15062人，其中男7713人，女7349人；识字率52.93%，其中男性为60.46%，女性为44.09%。